# ОШ Селами Халичи Ораовица
ОШ „Селами Халичи” у Ораовици, једна је од установа основног образовања на територији општине Прешево.